# ミケランジェロ・ティーリ

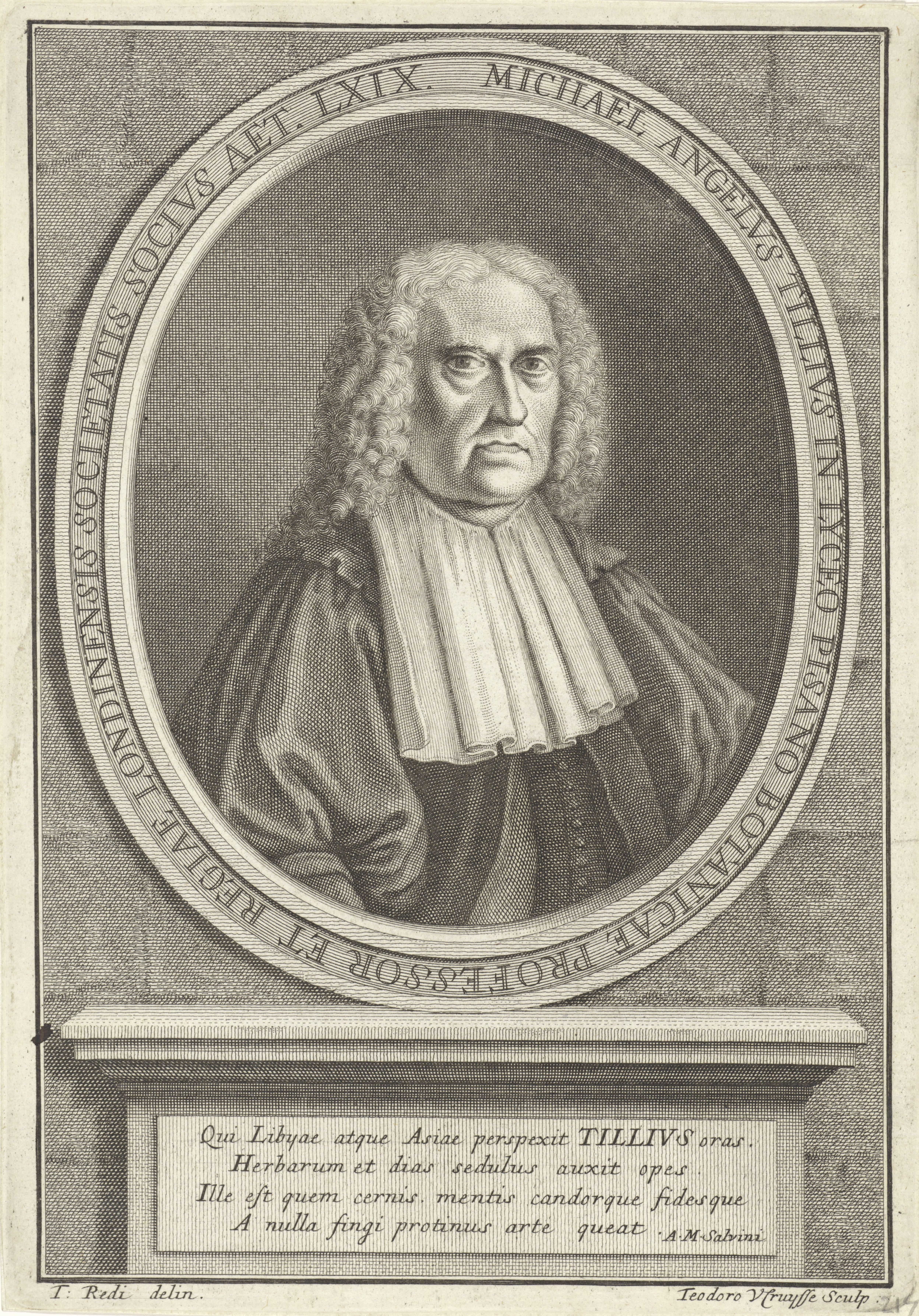
Michelangelo Tilli 1724

ミケランジェロ・ティーリ（Michelangelo Tilli、1655年4月10日 - 1740年3月13日）はイタリアの医師、植物学者である。1723年の著書『ピサ植物園の植物一覧』（"Catalogus Plantarum Horti Pisani" ）で知られる。

## 略歴
トスカーナ州フィレンツェ県のカステルフィオレンティーノで生まれた。医学を学び、1677年にピサ大学を卒業した。フィレンツェで医師をした後、1681年からフィレンツェからマヨルカ島やメノルカ島へ航海する船の船医となった。1683年にオスマン帝国の皇帝、メフメト4世の息子が落馬で負った傷の治療のため外科医のパスクワーリ（Pier Francesco Pasquali）とともにコンスタンチノープルに派遣された。この帰途、アルバニアやアドリアノープル、チュニスにしばらく滞在し、カルタゴの遺跡を研究し、植物を集めた。
1685年にピサ大学の植物学の教授となり、ピサ植物園の園長になった。アジアやアフリカから植物を集め、イタリアで最初に温室を作り、パイナップルやコーヒーを育てた。ピサ植物園はリンネによって高く評価された。1708年にイギリスの王立協会の会員に選ばれた。
パイナップル科の種、Puya tillii Manzan.などに献名されている。

## 著作の図版

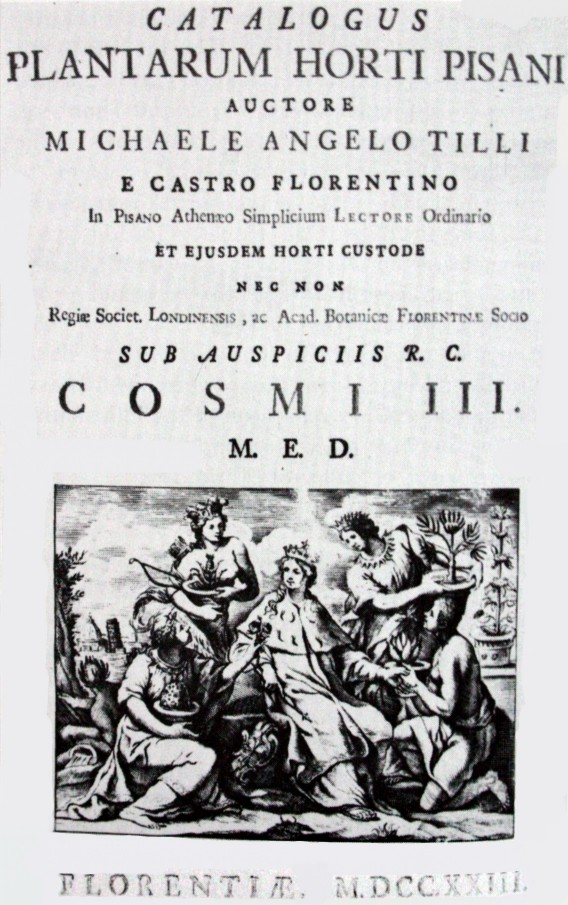
表紙
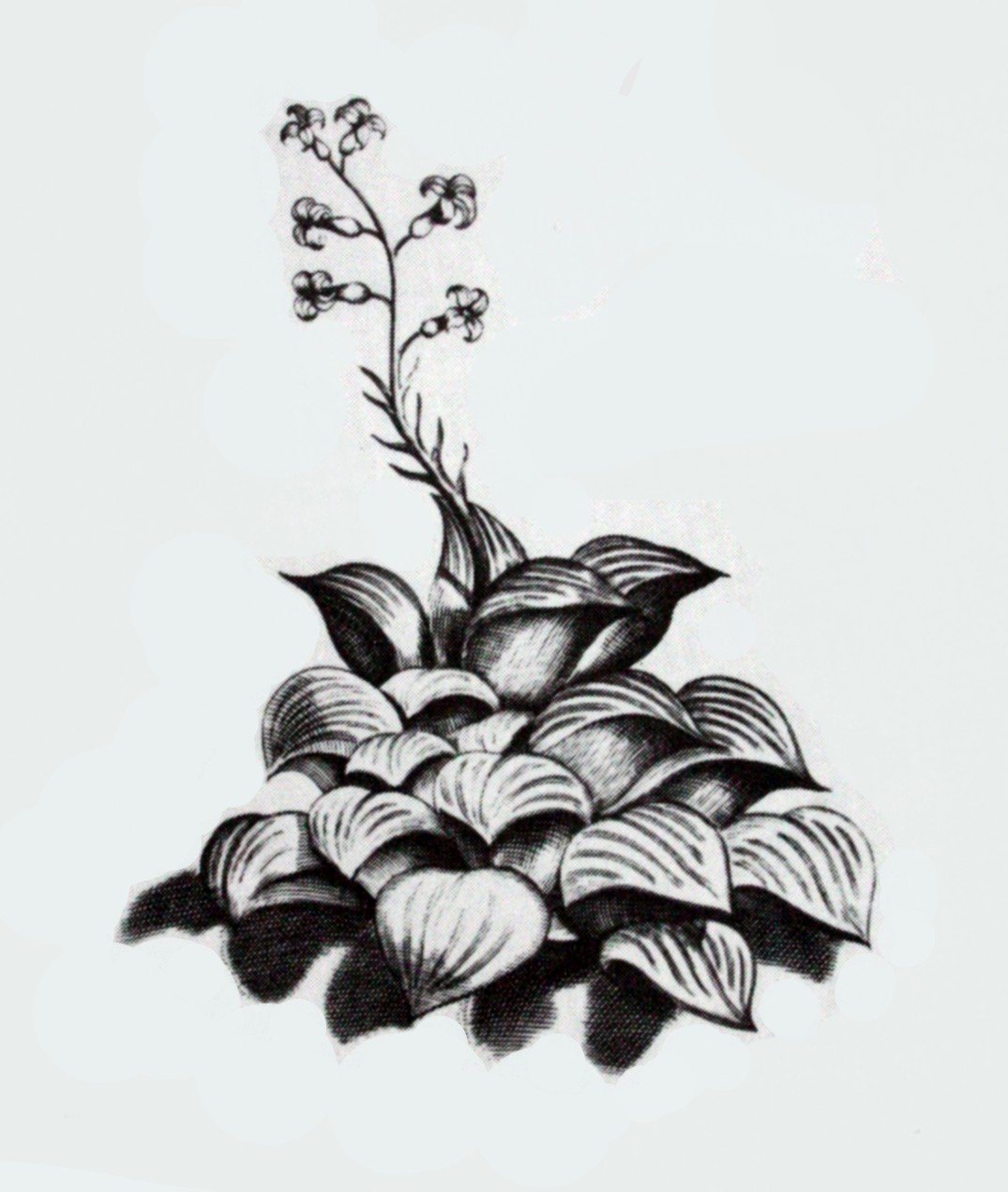
ハオルチア（多肉植物）の図版

## 著作
- Catalogus Plantarum Horti Pisani (1723)